# Svipdagr
Nella mitologia norrena, il giovane Svipdagr (che in norreno significa "giorno veloce") è il protagonista dello Svipdagsmál (in norreno "Il lamento di Svipdagr"), un poema simbolico facente parte di alcune edizioni dell'Edda poetica, non presente nel Codex Regius del XIII secolo, ma in manoscritti tardi risalenti al XVII secolo.

## L'impresa di Svipdagr
Svipdagsmál racconta il viaggio avventuroso di Svipdagr, per conto della sua matrigna, alla ricerca di Menglöð. Disperando per la riuscita dell'impresa, evoca dalla tomba lo spirito della madre, Gróa. La donna che in vita era stata una maga canta nove formule magiche a protezione dell'impresa del figlio.
Raggiunta la dimora di Menglöð, Svipdagr deve affrontare il guardiano Fjölsviðr in un duello simbolico, una specie di complicata sciarada, fatta di domande e risposte sulla dimora, i suoi abitanti, il recupero di una spada magica, per superare tutti gli ostacoli che lo separano da Menglöð che si rivela essere una splendida donna.

Provato il suo lignaggio, Menglödh invita Svipdagr nella sua dimora come suo sposo e amante promesso dal destino.
Da un approfondito confronto con il poema Skírnismál, l'autorevole letterato svedese Viktor Rydberg sostenne alla fine dell'800 la tesi, divenuta popolare, che Svipdagr e Skírnir, protagonista del poema Skírnismál, fossero due varianti di uno stesso personaggio.

I personaggi di Svipdagr e Menglöð (la coprotagonista del poema) rappresentano, per Brian Branston, in accordo con le chiavi interpretative del mito formulate da Joseph Campbell, un archetipo del passaggio dall'adolescenza all'età adulta e del primo rapporto sessuale.

## Videogiochi
Nel videogioco God of War Ragnarok uno dei dodici Berserker si chiama Svipdagr la Gelida ed è uno dei Berserker di Re Hrolf Kraki.

### Fonti primarie
- Svipdagsmál di anonimo del XVII secolo.
- (NON, EN) Svipdagsmál: una guida di studio, su germanicmythology.com.

### Fonti secondarie
- Brian Branston, Gli Dei del Nord, traduzione di Mara Andreoni, Oscar Saggi, n. 218, Milano, Mondadori, 1991, ISBN 88-04-34288-9.
- Gianna Chiesa Isnardi, I miti nordici, Milano, Longanesi, 1991,  p. 401, ISBN 88-304-1031-4.
- Gabriella Argati e Maria Letizia Magini, Miti e saghe vichinghi, Oscar Narrativa, n. 1093, Milano, Mondadori, 1990, ISBN 88-04-34053-3.